# Extremskidåkning

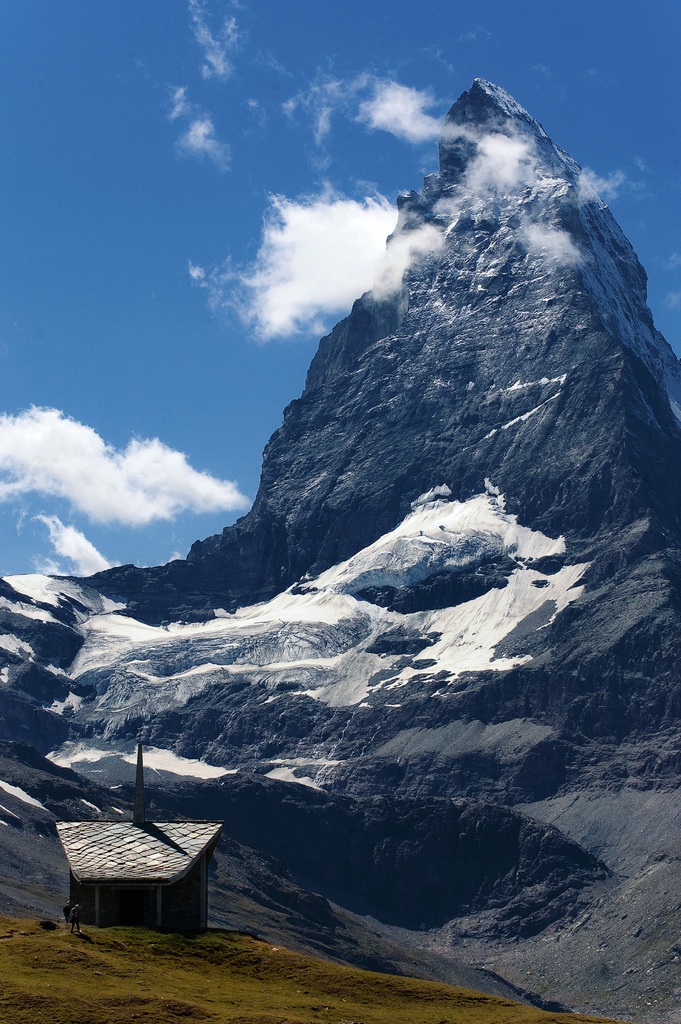
Östra sidan av berget Matterhorn

Extremskidåkning är skidåkning i svår terräng. Ofta åker man långa, branta och opreparerade backar vilka ofta är mellan 45 och 70 graders lutning. Termen myntades av fransmännen under 1970-talet, då det på franska heter Ski extrême. En av de första utövarna av extremskidåkning var den schweiziska skidåkaren Sylvain Saudan. 1967 åkte Saudan nerför några av de backar i schweiziska, franska och italienska alperna som tidigare ansetts vara helt eller nästintill omöjliga att åka nerför. Fransmännen Patrick Vallençant, Jean-Marc Boivin och Anselme Baud var andra framstående extremskidåkare under 1970- och 80-talen. En pionjär i USA var Bill Briggs, som den 16 juni 1971 åkte nedför Grand Teton i Wyoming.

### Fotnoter
1. ↑  Lou Dawson (3 juli 2014). ”Beyond the Grand — Bill Briggs Biography” (på engelska). Wildsnow. https://www.wildsnow.com/13602/bill-briggs-biography-teton-ski/. Läst 1 januari 2016.